# Cantonnement d'Episkopi

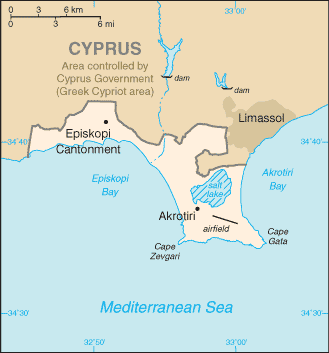
Garnison d'Episkopi à Akrotiri

Le Cantonnement d'Episkopi (Episkopi Cantonment) est la capitale d'Akrotiri et Dhekelia, un territoire britannique d'outre-mer sur l'île de Chypre, territoire administré comme base militaire souveraine. Le cantonnement d'Episkopi est situé au milieu de la Western Sovereign Base Area, une des deux zones composant ce territoire. Bien que ce ne soit pas la plus grande des bases militaires britanniques de l'île, c'est le siège des administrations civiles et militaires d’Akrotiri et Dhekelia.

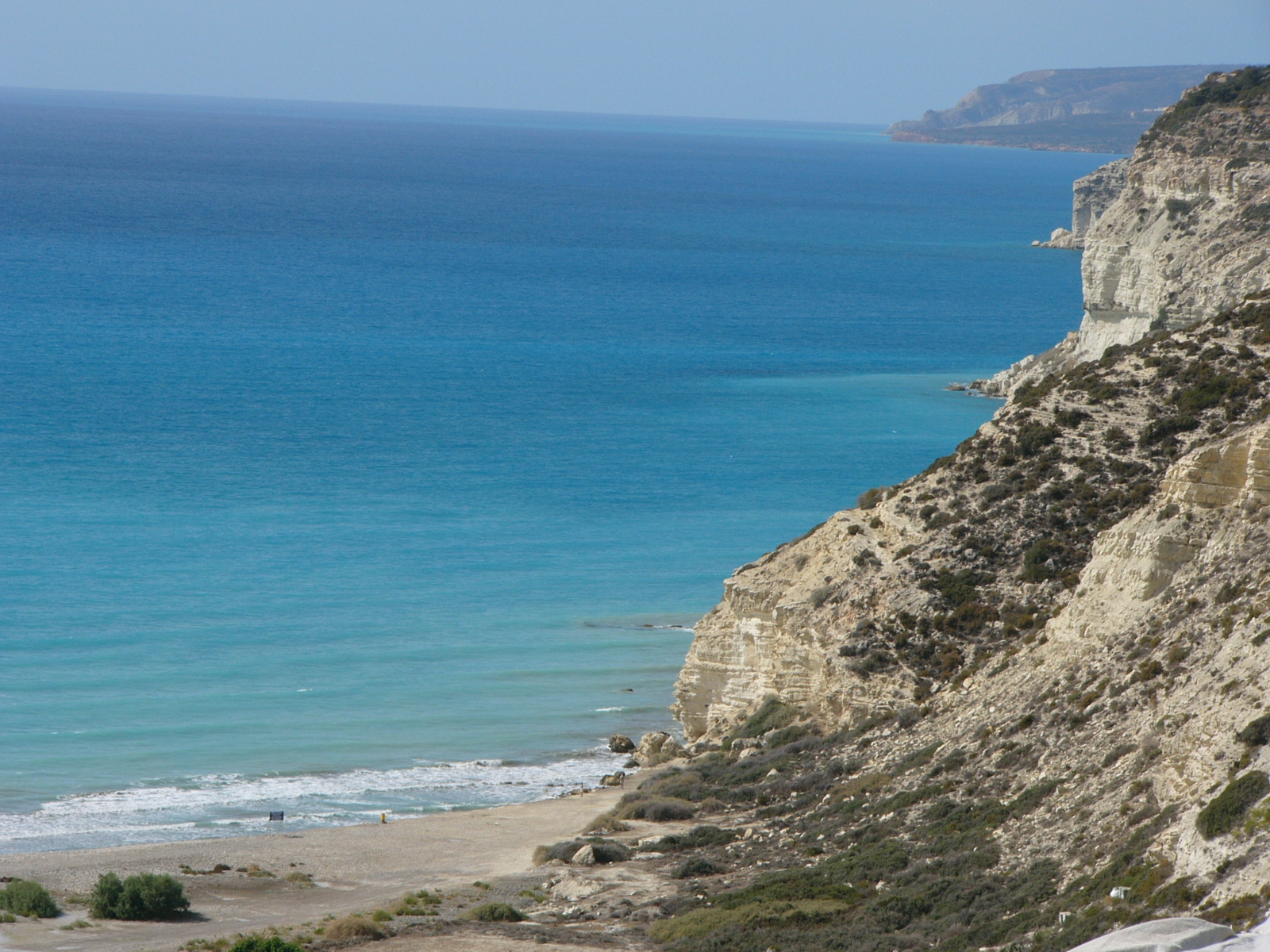
Baie d'Episkopi, Chypre

## Commandement
Le cantonnement d'Episkopi est le centre de commandement des Forces britanniques de Chypre. Le commandement des Bases militaires souveraines/Forces britanniques de Chypre (CBF) est soit un Major General ou un Air Vice-Marshal, alternant tous les trois ans, transférant le commandement entre la British Army et la Royal Air Force. De ce fait le Deputy British Forces Cyprus (DBFC) appartient à une arme différente du CBF, il est soit Brigadier soit Air Commodore.
Le CBF actuel est l'Air vice-marshal Graham Stacey et le DCBF est le Brigadier Bill Kingdon[Quand ?].
Le Cantonnement d'Episkopi est la base de la Sovereign Base Areas Administration, l'autorité civile du territoire.